# Lincoln Rhyme: Hunt for the Bone Collector
Lincoln Rhyme: Hunt for the Bone Collector es una serie de televisión de drama criminal estadounidense que se estrenó en NBC como parte de la temporada televisiva 2019–20, el 10 de enero de 2020. La serie se basa en la novela The Bone Collector de Jeffery Deaver.

## Premisa
La serie sigue a la joven agente de la policía de Nueva York Amelia Sachs y al discapacitado Lincoln Rhyme, mientras resuelven casos juntos y siguen pistas, con un mismo fin: atrapar al coleccionista de huesos, un asesino en serie.

## Elenco
- Russell Hornsby como Lincoln Rhyme
- Arielle Kebbel como Amelia Sachs
- Michael Imperioli como Rick Sellitto
- Courtney Grosbeck como Rae Sachs
- Ramsés Jiménez como Eric Ortiz
- Brooke Lyons como Kate
- Roslyn Ruff como Claire
- Tate Ellington como Felix
- Brian F. O'Byrne
- Jaidon Walls como Camden
- Claire Coffee como Danielle

## Episodios
| N.º | Título                  | Dirigido por   | Escrito por               | Fecha de emisión original | Audiencia (millones) |
| --- | ----------------------- | -------------- | ------------------------- | ------------------------- | -------------------- |
| 1 | «Pilot»                 | Seth Gordon    | VJ Boyd & Mark Bianculli  | 10 de enero de 2020       | 4,37                 |
| Mientras patrullaba, la agente Amelia Sachs de la policía de Nueva York se tropieza con una víctima dejada por el infame Coleccionista de Huesos, lo que la lleva a la atención de Lincoln Rhyme, un detective retirado que quedó paralizado del cuello para abajo al tratar de atraparlo hace tres años. El exsocio de Lincoln, Sellitto, lo trae para consultarle sobre el caso, y Lincoln insiste en que Amelia lleve un equipo especial que le permita comunicarse y ver todo lo que ella ve, ya que él confía en que ella lo escuche. Una segunda víctima es rescatada solo segundos antes de la muerte, y la intuición de Amelia le da al equipo una pista que revela que el asesino no es el verdadero Coleccionista de Huesos - simplemente un imitador que quiere la misma gloria que el original. El falso Coleccionista secuestra a la hermana de Amelia, Rachel, y la pone en una trampa para que se ahogue antes de suicidarse con un policía. Lincoln usa su perspicacia para determinar la ubicación de la trampa, y Rachel se salva. Después, Lincoln hace un trato para regresar a la policía de Nueva York como consultor civil, con Amelia como su enlace. El verdadero Coleccionista de Huesos, consciente de la existencia del imitador, prepara un «regalo» para enviarle a Lincoln.                                             |                         |                |                           |                           |                      |
| 2 | «God Complex»           | Melanie Mayron | Jon Cowan & Barry O'Brien | 17 de enero de 2020       | 3,79                 |
| Un asesino en serie, La ira de los dioses, comete un asesinato en Nueva York; Lincoln explica que el asesino está obsesionado con la mitología griega y apunta a las víctimas basándose en su parecido con figuras mitológicas como Ícaro y Orfeo. El equipo encuentra una posible pista en David Fleming, un músico cuya madre fue la primera víctima de la Ira una década antes. Sin embargo, David le dice a Amelia que debido al trauma de ver a su madre asesinada, no recuerda nada. Otra víctima muere, y Amelia comienza a chocar con Lincoln por su estilo agresivo y arrogante de liderazgo. En respuesta, Sellitto le aconseja no irritarse tan fácilmente con él. El equipo identifica dos posibles sospechosos: un pintor llamado Calder y su antigua instructora, la profesora Irene Antoni. Lincoln sugiere que Calder, encaprichado con las enseñanzas de Antoni contra la corrupción de la sociedad, se convirtió en la Ira. Amelia le impide matar a la novia de David, Ally, y Antoni es arrestado mientras que Calder es asesinado en la lucha. Tanto Amelia como Lincoln reciben huesos humanos en el correo, y se dan cuenta de que el Coleccionista de Huesos ha regresado. |                         |                |                           |                           |                      |
| 3 | «Russian Roulette»      | Jono Oliver    | Moira Kirland             | 31 de enero de 2020       | 3,36                 |
| El equipo investiga un asesinato para el que no hay cuerpo, solo un pequeño colgante en forma de «L». Sellitto lo reconoce como perteneciente a Lucy Arthur, una niña secuestrada cinco años antes que se presume muerta después de no haberla encontrado. Sin embargo, cuando la policía busca pistas en el pequeño barrio ruso que bordea la escena del crimen, se encuentra con la hostilidad, la falta de cooperación de los testigos y la destrucción física de las pruebas. Sospechando un encubrimiento, Lincoln usa un poco de evidencia para llevarlos a una tumba improvisada ocupada por Max Sobirov, un albañil local. Registrando su apartamento, Amelia encuentra pruebas de que Sobirov secuestró a varias adolescentes, incluyendo a Lucy. La verdad emerge: los residentes locales descubrieron los crímenes de Sobirov y lo mataron ellos mismos, pero no sabían de la existencia de Lucy. Con el tiempo, Lincoln hace una lista de los cementerios donde Sobirov trabajó y los hace buscar. Lucy es encontrada encerrada en una cripta escondida y Sellitto la reúne con sus padres. Ignorando el consejo de Lincoln, Amelia elige no decirle a Rachel sobre el Coleccionista de Huesos. |                         |                |                           |                           |                      |
| 4 | «What Lies Beneath»     | Ruba Nadda     | Jeff Richard              | 7 de febrero de 2020      | 3,64                 |
| Un adolescente es asesinado cerca de un campo de pruebas forenses de la universidad. El hermano de la víctima, Ben, culpa a su padrastro, pero no se encuentra nada que lo vincule directamente con el asesinato. Sin embargo, cuando Sellito y Amelia investigan más a fondo, encuentran una nueva pista potencial: el médico forense que manejó el cuerpo del adolescente, el Dr. Arthur Wasden, también realizó una autopsia a su difunta madre, que supuestamente murió de un defecto cardíaco. Lincoln prueba lo contrario al determinar que fue envenenada con arsénico. Amelia visita la casa de la víctima, donde se encuentra con una amiga de la familia, Melissa, y la provoca a cometer un asalto después de deducir correctamente que ella fue la envenenadora. Ben va a matar al Dr. Wasden con un arma robada; Amelia lo convence y Wasden y Melissa son arrestados y confiesan haber matado a ambas víctimas para ocultar las pruebas de la malversación de fondos en la escuela. Lincoln da un gran paso en su rehabilitación cuando acepta una oferta para jugar una partida amistosa de ajedrez, dejando su apartamento por primera vez desde que fue herido. Félix le informa que, basándose en los datos del móvil, tiene pruebas de que el Coleccionista de Huesos ha vuelto a Nueva York.                                       |                         |                |                           |                           |                      |
| 5 | «Game On»               | Gary Fleder    | Lauren Greer              | 14 de febrero de 2020     | 3,45                 |
| El Coleccionista de Huesos comete el primero de tres asesinatos al matar al exprofesor universitario de Lincoln. Lincoln declara que el juego ha comenzado, e instruye a Amelia a reconocer las tres pistas distintas que el Coleccionista siempre deja. Esto los lleva a la escena del segundo asesinato; furioso por no haber podido salvar a dos víctimas, Lincoln se lanza a una acalorada discusión con Amelia sobre cómo proceder, cuyo estrés desencadena un un suceso parecido a una convulsión que lo incapacita temporalmente. Claire explica que debido a su severa parálisis, incluso las heridas menores podrían potencialmente matar a Lincoln. Mientras trabaja en cómo encontrar la tercera víctima, Amelia sugiere que el Coleccionista de Huesos puede haber alterado su modus operandi, por lo que Lincoln deduce que sus pistas apuntan a dos lugares separados. Sellito toma uno mientras Amelia va al otro. Ella encuentra y salva a la víctima, pero el equipo es consciente de que el Coleccionista de Huesos pronto atacará de nuevo ahora que ha «perdido» el juego. Lincoln decide seguir adelante con la ofensiva declarando públicamente su intención de llevar al Coleccionista a la justicia. Él y el equipo están de acuerdo en que deben indagar en su pasado para saber quién es realmente.                          |                         |                |                           |                           |                      |
| 6 | «'Til Death Do Us Part» | Lisa Demaine   | Amy Lambert               | 21 de febrero de 2020     | 3,57                 |
| Lincoln sorprende al equipo pidiéndoles que investiguen un asesinato en el que el sospechoso es amigo de su exesposa, Naia. Aunque todas las pruebas apuntan a que el esposo es responsable, Amelia lo interroga y admite que también cree que podría ser inocente. A través de una extensa investigación y análisis, el equipo llega a dos conclusiones: la víctima del asesinato coincide con varias otras, lo que indica el trabajo de un asesino en serie, y todas las víctimas utilizaron la misma marca de servidor doméstico, lo que permite al asesino rastrear sus movimientos a través de la piratería informática. Kate y Eric investigan el nombre del asesino, Garrett Harrison, un hombre que se ve perseguido por el asesinato de su propia madre por su padre y se siente obligado a recrearlo en las parejas que discuten. Harrison va tras su próximo objetivo, y Lincoln determina la dirección. Mientras Sellitto es capaz de encontrar y salvar a la víctima, Amelia persigue a Harrison, quien intenta apuñalarla en lugar de huir. Ella maneja un disparo a ciegas, que lo golpea y lo incapacita. Después, visita a Lincoln para reanudar su investigación sobre el Coleccionista de Huesos; mientras tanto, el Coleccionista se da cuenta de que su esposa se está volviendo sabia de sus crímenes y decide darle la verdad.  |                         |                |                           |                           |                      |
| 7 | «Requiem»               | Brad Anderson  | VJ Boyd                   | 28 de febrero de 2020     | 3,45                 |
| La búsqueda del Coleccionista de Huesos se interrumpe cuando un bombardero amenaza la ciudad, exigiendo a una pareja rica, los Vaughns, que admita públicamente su responsabilidad en el incendio de uno de sus edificios que mató a cuarenta personas. El equipo cambia de marcha e investiga el atentado, que parece insoluble debido a que la escena del crimen es una «habitación cerrada», inaccesible para cualquier posible sospechoso. Lincoln determina que la bomba fue movida a través de las alcantarillas, lo que lleva a Amelia a una trampa; con la orientación de Lincoln, ella escapa con una carga de termitas caseras. Sellitto la desafía a arriesgar su vida por temor a perder a otro compañero. Los Vaughns hacen su confesión mientras Lincoln envía a la policía a la casa del bombardero. Se niega a hablar, pero Amelia adivina dónde está la última bomba: plantada para matar al joven hijo de los Vaughns, Simon. Sellitto la deja hablar con la mujer del gatillo y salvar la vida de Simon, ganándose el derecho de unirse a él y a Lincoln para su tradicional bebida de celebración. El Coleccionista de Huesos ata a su esposa, pero descubre que no puede matarla ni liberarla. Concluyendo que no hay otra opción, la libera y luego le rompe el cuello.                                                          |                         |                |                           |                           |                      |
| 8 | «Original Sin»          | Jon Amiel      | John-Paul Nickel          | 6 de marzo de 2020        | 3,71                 |
| Teresa Martínez, hija de un rico filántropo que se postula para el Congreso, es secuestrada por un rescate de 2 millones de dólares. Lincoln señala que los secuestros son un «animal diferente» a los asesinatos, dándole a Amelia una nueva idea de cómo ampliar su búsqueda del Coleccionista de Huesos. El equipo es capaz de deducir que un miembro del personal de la campaña de Martínez estuvo involucrado en el secuestro, pero cuando la encuentran gravemente herida, se enteran de que el verdadero culpable es su medio hermano, que está desesperado por pagar sus deudas de juego. El dedo de Teresa se envía como prueba de vida, y Kate lo analiza, revelando la fábrica donde está retenida. Lincoln inventa un plan para usar gas nitrógeno para dejar a los secuestradores inconscientes, pero uno de ellos se las arregla para permanecer despierto; Sellitto se ve obligado a matarlo a tiros. Teresa es rescatada y devuelta a su padre. Amelia usa viejos archivos de casos para encontrar el nombre de un hombre secuestrado por el Coleccionista de Huesos, James Asher, que logró escapar. Lo entrevista, aprendiendo el verdadero nombre del Coleccionista: Peter Taylor. Lincoln se da cuenta de que conoció a Taylor años antes. El Coleccionista, al enterarse de la supervivencia de Asher, lo ve hablando con Amelia. |                         |                |                           |                           |                      |
| 9 | «Open Warfare»          | Steve Shill    | Justin Boyd & Jamey Perry | 13 de marzo de 2020       | 3,78                 |
| 10 | «Mano a Mano»           | Gary Fleder    | Jon Cowan & Lauren Greer  | 13 de marzo de 2020       | 3,44                 |

1. ↑  El episodio fue lanzado por primera vez en línea en nbc.com, NBC App y Hulu el 1 de enero de 2020.[3]

## Producción

### Desarrollo
El 17 de enero de 2019, se anunció que NBC había dado a la serie, una orden de la producción del piloto como el nombre de Lincoln basada en la novela The Bone Collector. El piloto fue escrito por VJ Boyd y Mark Bianculli, quien produce junto con Avi Nir, Alon Shtruzman, Peter Traugott y Rachel Kaplan. Las compañías de producción involucradas en el episodio piloto incluyen a Sony Pictures Television y Universal Television. El 21 de febrero de 2019, se anunció que Seth Gordon dirigiría el piloto. El 11 de mayo de 2019, NBC había ordenado la producción de la serie. Pocos días después, se anunció que la serie se estrenaría en la mitad de la temporada 2019–20. El 8 de noviembre de 2019, NBC cambió el título de Lincoln a Lincoln Rhyme: Hunt for the Bone Collector. La serie se estrenará el 10 de enero de 2020.

### Casting
En marzo de 2019, se anunció que Russell Hornsby, Michael Imperioli, Arielle Kebbel, Courtney Grosbeck, Ramsés Jiménez, Brooke Lyons, Roslyn Ruff y Tate Ellington se unieron al elenco para el episodio piloto.

## Recepción

### Críticas
En Rotten Tomatoes la serie tiene un índice de aprobación del 33%, basado en 9 reseñas, con una calificación promedio de 5.5/10.  En Metacritic, tiene puntaje promedio ponderado de 44 sobre 100, basada en 4 reseñas, lo que indica «críticas mixtas o medias».

### Audiencias
| N.º | Título                  | Fecha de emisión      | ÍA/CP (18–49) | Audiencia (millones) | DVR (18–49) | Audiencia DVR (millones) | Total (18–49) | Audiencia total (millones) |
| --- | ----------------------- | --------------------- | ------------- | -------------------- | ----------- | ------------------------ | ------------- | -------------------------- |
| 1   | «Pilot»                 | 10 de enero de 2020   | 0,6/4         | 4,37                 | 0,2         | 1,55                     | 0,9           | 5,80                       |
| 2   | «God Complex»           | 17 de enero de 2020   | 0,4/3         | 3,79                 | 0,4         | 2,04                     | 0,8           | 5,84                       |
| 3   | «Russian Roulette»      | 31 de enero de 2020   | 0,4/2         | 3,36                 | 0,4         | 2,01                     | 0,8           | 5,37                       |
| 4   | «What Lies Beneath»     | 7 de febrero de 2020  | 0,4/3         | 3,64                 | 0,4         | 2,04                     | 0,8           | 5,69                       |
| 5   | «Game On»               | 14 de febrero de 2020 | 0,4/2         | 3,45                 | 0,3         | 1,84                     | 0,8           | 5,29                       |
| 6   | «'Til Death Do Us Part» | 21 de febrero de 2020 | 0,4/3         | 3,57                 | 0,4         | 1,95                     | 0,8           | 5,52                       |
| 7   | «Requiem»               | 28 de febrero de 2020 | 0,4/2         | 3,45                 | 0,3         | 1,86                     | 0,7           | 5,32                       |
| 8   | «Original Sin»          | 6 de marzo de 2020    | 0,5/3         | 3,71                 | 0,4         | 1,94                     | 0,8           | 5,66                       |
| 9   | «Open Warfare»          | 13 de marzo de 2020   | 0,6/4         | 3,78                 | 0,3         | 1,90                     | 0,9           | 5,68                       |
| 10  | «Mano a Mano»           | 13 de marzo de 2020   | 0,5/3         | 3,44                 | 0,3         | 2,08                     | 0,8           | 5,52                       |